# Peter I. (Dreux)
Peter I. (frz. Pierre I., * 1298; † 3. November 1345) war seit 1331 Graf von Dreux, Herr von Montpensier, Aigueperse, Herment, Château-du-Loir, Saint-Valery, Gamaches, Ault, Dommart, Bernarville und Saint-Maurice. Er war der Sohn von Johann II., Graf von Dreux, und Jeanne de Beaujeu.

## Leben
Als jüngerer Sohn des Grafen von Dreux nahm er am Krieg des Königs Philipp VI. von Frankreich gegen Flandern teil, der in der Schlacht von Cassel (1328) kulminierte. 1329 rückte er durch den Tod seines ältesten Bruders Robert V. zum Erbgrafen auf, 1331 erbte er durch den Tod seines zweiten Bruders Johann III. den Besitz der Familie.
1341 heiratete er Isabeau de Melun († 1389), Herrin von Houdan, Tochter des Johann I., Vizegraf von Melun, und der Isabeau d’Antoing. Ihre Tochter ist Johanna I. (Jeanne I.; * 1345, † 1346), die als Säugling die Grafschaft Dreux erbte, aber bereits im Jahr darauf verstarb.
Die Grafschaft Dreux ging danach an Peters Schwester Johanna II. (* wohl 1309, † um 1355), die Ludwig von Thouars heiratete, wodurch das Haus Thouars in den Besitz von Dreux kam.